# シーイズトウショウ
シーイズトウショウ（欧字名:She is Tosho、2000年4月2日 - 2023年1月7日）は、日本の競走馬、繁殖牝馬。主な勝ち鞍に2003年のCBC賞、2004年、2005年の函館スプリントステークス、2006年のセントウルステークス、CBC賞。
1200メートル戦で7勝（うち重賞5勝）2着4回と短距離戦を得意としていた。グレード制導入後において、格下げのあった同一重賞を制したことのある唯一の競走馬でもある。

## 戦績

### 2歳時
2002年8月17日、小倉芝1000mの新馬戦でデビュー。ここでは2着に敗れたが、翌週の8月25日に小倉1200mの新馬戦に出走し、初勝利を挙げる。続いて以後主戦騎手となる池添謙一を鞍上に阪神の野地菊ステークスに出走し2着、京都のりんどう賞では3着であった。
11月3日にファンタジーステークスに出走。1番人気に支持されたピースオブワールドに0.2秒差の2着と惜敗。12月1日には阪神ジュベナイルフィリーズに出走したが、ピースオブワールドの4着に敗れた。

### 3歳時
4月13日、第63回桜花賞に出走。1番人気のアドマイヤグルーヴがスタートで出遅れる波乱の展開の中、道中は2番手から3番手に付け、直線で内から伸びるもスティルインラブに1馬身1/2及ばず、惜しくも2着に敗れた。続いて5月25日には第64回優駿牝馬（オークス）に出走。道中は好位に付けるも直線で追って伸びず。ここまで掲示板を外さなかったが、距離に泣いて12着と大敗した。
12月21日、中京のCBC賞に出走。好位から直線で2着のカフェボストニアンを差し切り、新馬戦で勝って以来1年4ヶ月ぶりに2勝目。重賞初制覇となった。また、池添がサニングデールに騎乗したために代わりに騎乗した笠松競馬所属（当時）の安藤光彰も、JRA重賞初制覇であった。

### 4歳時
2004年3月28日に第34回高松宮記念に出走。主戦の池添はデュランダルに騎乗するため中舘英二が騎乗。レースは4コーナーを回ってからの直線勝負となり、先頭に立ったサニングデールに大外からデュランダルが強襲したが、首差及ばず2着。シーイズトウショウは0.2秒差の5着であった。
休養を挟んで7月4日に函館スプリントステークスに出走。1番人気のサニングデールに次いでシーイズトウショウは2番人気に支持された。いつものように好位に付けると直線で先頭に立ち、後続を突き放して重賞2勝目。
10月3日の第38回スプリンターズステークスは雨を含んだ不良馬場となった。事前の宣言通りに逃げて勝利したカルストンライトオなどを捕らえることができず、7着に敗れた。

### 5歳時
2005年は新潟の谷川岳ステークスで始動し4着となった後、5月21日に中京のテレビ愛知オープンに出走。3コーナーで先頭に立ち、後続を寄せ付けずに1分6秒7のレコードタイムで快勝した。そして7月3日に函館スプリントステークスに出走。好スタートを決めて2番手に付け、余裕の走りで1着。2連勝を決めると同時に、昨年に続いてこのレースの連覇を果たした。しかし、疲れが出たため放牧に出された。
休養後スプリンターズステークスに出走。しかし前走の疲れの影響が大きかったのか-30kgと大幅に馬体が減ってしまい、力を出し切れず12着に終わる。その後アンドロメダステークスでは馬体を戻したが9着。続くCBC賞は12月18日に行われるはずだったが、当日降雪が激しくなったために24日に順延。僅差の3着と善戦した。

### 6歳時
2006年6月11日、施行時期が6月に戻り、ハンデキャップ競走のGIIIに変更になったCBC賞に出走。牡馬相手に57kgの斤量となったが、道中は好位に付け、前の馬を直線で外からかわして1着。3歳時に勝って以来2度目のCBC賞制覇となった。
2006年から始まった夏の短距離王決定戦「サマースプリントシリーズ」の第1戦となった函館スプリントステークスでは、同一重賞3連覇を目指して出走したが、直線で大外強襲のビーナスラインに敗れて2着。続いて重賞となって1回目のキーンランドカップでもチアフルスマイルに差されて2着となった。
サマースプリントシリーズではここまでトップと5ポイント差の5位、シリーズを制するには勝つしかない状況となった最終戦のセントウルステークス。道中好位から直線で外に出てスパートし、オーストラリアから参戦したテイクオーバーターゲットに3馬身差をつけて勝利。サマースプリントシリーズ初代チャンピオンに輝いた。
しかし、10月1日の第40回スプリンターズステークスでは、ここまで結果が出ていない中山のコースや、約1ヶ月の間に3戦となった強行日程もあってか、あまりいいところなく8着に敗れた。12月10日には香港のシャティン競馬場で行われた香港スプリントに出走したが、アブソリュートチャンピオンから2秒以上離れた10着に敗れた。

### 7歳時
この年初戦の高松宮記念に出走。それまで4勝を挙げている得意の中京競馬場であったが8着に敗れ、ラストランをGI制覇で飾ることはできなかった。
2007年3月29日をもって競走馬登録を抹消され引退となった。

## 引退後
引退後は、トウショウ牧場において繁殖牝馬となった。牧場入り早々に牝馬のボス格に収まり、牧場関係者を驚かせたという。初年度交配相手はロックオブジブラルタル。
2015年10月にトウショウ牧場が閉鎖されることに伴い、ノーザンファームに売却されることになった。その後、2022年6月27日付で用途変更となり繁殖から引退、十勝軽種馬農業協同組合で繋養され2023年度より引退名馬繋養展示事業の新規助成対象馬となるところであったが、1月7日に死亡した。23歳没。

## 競走成績
| 年月日 | 年月日 | 年月日 | 競馬場 | 競走名            | 格      | 頭数 | 枠番 | 馬番 | オッズ | 人気 | 着順 | 騎手       | 斤量 [kg] | 距離（馬場）  | タイム（上り3F） | 着差 | 勝ち馬（2着馬）              |
| 2002   | 8.     | 17     | 小倉   | 2歳新馬           |         | 8    | 3    | 3    | 09.8   | 2    | 02着 | 服部剛史   | 50        | 芝1000m（良） | 58.4 (34.1)      | 0.2  | マルブツタイクーン           |
|        | 8.     | 25     | 小倉   | 2歳新馬           |         | 14   | 7    | 12   | 03.0   | 2    | 01着 | 服部剛史   | 50        | 芝1200m（良） | 1.10.3 (36.6)    | 0.1  | （シャトルフジ）             |
|        | 9.     | 15     | 阪神   | 野路菊S           | OP      | 7    | 4    | 4    | 05.4   | 4    | 02着 | 池添謙一   | 54        | 芝1600m（良） | 1.35.8 (35.1)    | 0.2  | クレンデスターン             |
|        | 10.    | 13     | 京都   | りんどう賞        | 500万下 | 15   | 6    | 10   | 02.1   | 1    | 03着 | 福永祐一   | 53        | 芝1400m（良） | 1.21.8 (35.5)    | 0.1  | オースミハルカ               |
|        | 11.    | 3      | 京都   | ファンタジーS     | GIII    | 12   | 6    | 8    | 21.8   | 5    | 02着 | 池添謙一   | 54        | 芝1400m（良） | 1.22.4 (34.4)    | 0.2  | ピースオブワールド           |
|        | 12.    | 1      | 阪神   | 阪神JF            | GI      | 18   | 4    | 8    | 23.3   | 7    | 04着 | 池添謙一   | 54        | 芝1600m（良） | 1.35.1 (36.0)    | 0.4  | ピースオブワールド           |
| 2003   | 1.     | 19     | 京都   | 紅梅S             | OP      | 15   | 6    | 11   | 02.7   | 1    | 03着 | 河内洋     | 54        | 芝1400m（良） | 1.22.5 (34.8)    | 0.4  | スティルインラブ             |
|        | 3.     | 8      | 阪神   | チューリップ賞    | GIII    | 16   | 5    | 9    | 10.5   | 5    | 04着 | 池添謙一   | 54        | 芝1600m（稍） | 1.36.2 (36.4)    | 0.3  | オースミハルカ               |
|        | 4.     | 13     | 阪神   | 桜花賞            | GI      | 17   | 7    | 13   | 50.7   | 13   | 02着 | 池添謙一   | 55        | 芝1600m（良） | 1.34.1 (35.4)    | 0.2  | スティルインラブ             |
|        | 5.     | 25     | 東京   | 優駿牝馬          | GI      | 17   | 4    | 7    | 80.8   | 12   | 12着 | 池添謙一   | 55        | 芝2400m（良） | 2.28.6 (34.8)    | 1.1  | スティルインラブ             |
|        | 10.    | 4      | 阪神   | ポートアイランドS | OP      | 13   | 4    | 4    | 10.0   | 5    | 05着 | 福永祐一   | 52        | 芝1600m（良） | 1.34.7 (34.4)    | 0.4  | マイネルモルゲン             |
|        | 10.    | 26     | 福島   | 福島民友C         | OP      | 16   | 7    | 13   | 07.2   | 4    | 03着 | 中舘英二   | 52        | 芝1200m（良） | 1.07.4 (34.5)    | 0.0  | アタゴタイショウ             |
|        | 11.    | 30     | 京都   | アンドロメダS     | OP      | 12   | 6    | 7    | 06.8   | 4    | 02着 | 池添謙一   | 53        | 芝1200m（不） | 1.10.5 (35.4)    | 0.2  | カルストンライトオ           |
|        | 12.    | 21     | 中京   | CBC賞             | GII     | 16   | 3    | 5    | 11.0   | 3    | 01着 | 安藤光彰   | 54        | 芝1200m（良） | 1.08.5 (34.9)    | 0.1  | （カフェボストニアン）       |
| 2004   | 2.     | 1      | 京都   | 京都牝馬S         | GIII    | 16   | 4    | 8    | 09.0   | 4    | 04着 | 池添謙一   | 56        | 芝1600m（良） | 1.34.4 (35.3)    | 0.3  | チアズメッセージ             |
|        | 2.     | 29     | 阪神   | 阪急杯            | GIII    | 16   | 5    | 10   | 10.1   | 5    | 02着 | 池添謙一   | 56        | 芝1200m（稍） | 1.08.5 (34.4)    | 0.0  | サニングデール               |
|        | 3.     | 28     | 中京   | 高松宮記念        | GI      | 18   | 4    | 7    | 05.9   | 3    | 05着 | 中舘英二   | 55        | 芝1200m（良） | 1.08.1 (34.7)    | 0.2  | サニングデール               |
|        | 7.     | 4      | 函館   | 函館スプリントS   | GIII    | 15   | 7    | 14   | 04.4   | 2    | 01着 | 池添謙一   | 54        | 芝1200m（良） | 1.09.4 (35.5)    | 0.3  | （ゴールデンロドリゴ）       |
|        | 10.    | 3      | 中山   | スプリンターズS   | GI      | 16   | 7    | 13   | 07.2   | 3    | 07着 | 中舘英二   | 55        | 芝1200m（不） | 1.10.9 (37.1)    | 1.0  | カルストンライトオ           |
|        | 10.    | 30     | 京都   | スワンS           | GII     | 18   | 6    | 11   | 05.3   | 2    | 06着 | 池添謙一   | 56        | 芝1400m（良） | 1.22.1 (35.9)    | 0.2  | タマモホットプレイ           |
|        | 11.    | 28     | 京都   | アンドロメダS     | OP      | 18   | 3    | 5    | 03.6   | 1    | 05着 | 池添謙一   | 56.5      | 芝1200m（良） | 1.09.1 (34.7)    | 0.5  | リミットレスビッド           |
|        | 12.    | 19     | 中京   | CBC賞             | GII     | 16   | 5    | 9    | 10.4   | 5    | 07着 | 池添謙一   | 56        | 芝1200m（良） | 1.08.6 (34.3)    | 0.4  | プレシャスカフェ             |
| 2005   | 5.     | 1      | 新潟   | 谷川岳S           | OP      | 16   | 3    | 6    | 06.6   | 4    | 04着 | 秋山真一郎 | 57        | 芝1400m（良） | 1.21.3 (35.3)    | 0.2  | フジサイレンス               |
|        | 5.     | 21     | 中京   | テレビ愛知OP      | OP      | 17   | 1    | 2    | 02.9   | 1    | 01着 | 池添謙一   | 57        | 芝1200m（良） | R1.06.7 (33.9)   | 0.2  | （シルキーラグーン）         |
|        | 7.     | 3      | 函館   | 函館スプリントS   | GIII    | 16   | 1    | 2    | 02.5   | 2    | 01着 | 池添謙一   | 55        | 芝1200m（良） | 1.09.0 (35.3)    | 0.2  | （ボールドブライアン）       |
|        | 10.    | 2      | 中山   | スプリンターズS   | GI      | 16   | 3    | 6    | 21.6   | 6    | 12着 | 安藤勝己   | 55        | 芝1200m（良） | 1.08.1 (34.6)    | 0.8  | サイレントウィットネス       |
|        | 11.    | 27     | 京都   | アンドロメダS     | OP      | 18   | 7    | 14   | 11.1   | 4    | 09着 | 池添謙一   | 57.5      | 芝1200m（良） | 1.09.0 (34.4)    | 0.5  | マルカキセキ                 |
|        | 12.    | 24     | 中京   | CBC賞             | GII     | 14   | 1    | 1    | 03.6   | 2    | 03着 | 池添謙一   | 55        | 芝1200m（良） | 1.08.7 (34.9)    | 0.0  | シンボリグラン               |
| 2006   | 3.     | 4      | 中山   | オーシャンS       | GIII    | 16   | 5    | 10   | 08.8   | 5    | 09着 | 池添謙一   | 55        | 芝1200m（稍） | 1.09.3 (35.8)    | 0.7  | ネイティヴハート             |
|        | 3.     | 26     | 中京   | 高松宮記念        | GI      | 18   | 7    | 13   | 07.0   | 3    | 03着 | 池添謙一   | 55        | 芝1200m（良） | 1.08.3 (34.4)    | 0.3  | オレハマッテルゼ             |
|        | 4.     | 8      | 阪神   | 阪神牝馬S         | GII     | 12   | 6    | 8    | 11.2   | 3    | 06着 | 秋山真一郎 | 55        | 芝1400m（良） | 1.22.4 (37.4)    | 1.2  | ラインクラフト               |
|        | 6.     | 11     | 中京   | CBC賞             | GIII    | 17   | 8    | 16   | 08.2   | 4    | 01着 | 池添謙一   | 57        | 芝1200m（稍） | 1.09.0 (35.3)    | 0.2  | （ワイルドシャウト）         |
|        | 7.     | 2      | 函館   | 函館スプリントS   | GIII    | 13   | 4    | 6    | 02.1   | 1    | 02着 | 池添謙一   | 56        | 芝1200m（良） | 1.09.5 (35.0)    | 0.4  | ビーナスライン               |
|        | 8.     | 27     | 札幌   | キーンランドC     | GIII    | 16   | 7    | 14   | 01.8   | 1    | 02着 | 池添謙一   | 55        | 芝1200m（良） | 1.08.5 (34.6)    | 0.1  | チアフルスマイル             |
|        | 9.     | 10     | 中京   | セントウルS       | GII     | 18   | 8    | 18   | 04.4   | 1    | 01着 | 池添謙一   | 55        | 芝1200m（稍） | 1.08.6 (34.9)    | 0.5  | （テイクオーバーターゲット） |
|        | 10.    | 1      | 中山   | スプリンターズS   | GI      | 16   | 3    | 5    | 06.3   | 2    | 08着 | 池添謙一   | 55        | 芝1200m（良） | 1.08.7 (35.3)    | 0.6  | テイクオーバーターゲット     |
|        | 12.    | 10     | 沙田   | 香港スプリント    | G1      | 13   | 11   | 14   | 23     | 7    | 10着 | 池添謙一   | 55.5      | 芝1200m（良） | 1.09.9           | 2.1  | アブソリュートチャンピオン   |
| 2007   | 3.     | 25     | 中京   | 高松宮記念        | GI      | 18   | 1    | 1    | 06.5   | 5    | 08着 | 池添謙一   | 55        | 芝1200m（重） | 1.09.6 (35.5)    | 0.7  | スズカフェニックス           |

- タイム欄のRはレコード勝ちを示す。

## 繁殖成績
8番仔ヴェルテックスが、2021年の名古屋グランプリを制している。
|        | 馬名               | 誕生年 | 性     | 毛色   | 父                     | 馬主                   | 厩舎                                                           | 戦績                  |
| ------ | ------------------ | ------ | ------ | ------ | ---------------------- | ---------------------- | -------------------------------------------------------------- | --------------------- |
| 初仔   | スサーナトウショウ | 2008年 | 牝     | 鹿毛   | ロックオブジブラルタル | トウショウ産業（株）   | 栗東・鶴留明雄                                                 | 11戦0勝（引退・繁殖） |
| 2番仔  | ヒアーズトウショウ | 2011年 | 牝     | 栗毛   | フジキセキ             | トウショウ産業（株）   | 栗東・池添兼雄                                                 | 3戦0勝（引退・繁殖）  |
| 3番仔  | トウショウピスト   | 2012年 | 牡     | 鹿毛   | ヨハネスブルグ         | トウショウ産業（株）   | 栗東・角田晃一 →美浦・土田稔                                   | 61戦6勝（引退）       |
| 4番仔  | トウショウジャイロ | 2013年 | 牡 →騸 | 黒鹿毛 | ダイワメジャー         | トウショウ産業（株）   | 栗東・角田晃一 →美浦・土田稔                                   | 23戦2勝（引退）       |
| 5番仔  | シーイズチャンプ   | 2014年 | 牝     | 鹿毛   | ダノンシャンティ       | 山住勲                 | 小林・福永敏 →美浦・伊藤大士                                   | 8戦2勝（引退）        |
| 6番仔  | シーイズドーター   | 2015年 | 牝     | 鹿毛   | ヨハネスブルグ         | 杉山忠国               | 栗東・杉山晴紀 →名古屋・川西毅                                 | 9戦1勝（引退・繁殖）  |
| 7番仔  | ブレイブメジャー   | 2016年 | 牡     | 鹿毛   | ダイワメジャー         | （有）シルクレーシング | 美浦・萩原清                                                   | 20戦3勝（引退）       |
| 8番仔  | ヴェルテックス     | 2017年 | 牡     | 栗毛   | ジャスタウェイ         | （有）シルクレーシング | 栗東・池江泰寿 →西脇・長南和宏 →栗東・吉岡辰弥 →大井・藤田輝信 | 40戦6勝（現役）       |
| 9番仔  | ヒーズオールザット | 2018年 | 牡 →騸 | 黒鹿毛 | ブラックタイド         | （有）シルクレーシング | 栗東・藤原英昭                                                 | 5戦0勝（引退）        |
| 10番仔 | フリートオブフット | 2019年 | 牝     | 鹿毛   | キンシャサノキセキ     | （有）シルクレーシング | 美浦・奥村武                                                   | 21戦2勝（引退）       |

- 2025年4月25日現在

## 血統表
| シーイズトウショウの血統        | シーイズトウショウの血統                                       | シーイズトウショウの血統                                       | （血統表の出典）                                               | （血統表の出典）      |
| 父系                            | テスコボーイ系                                                 | テスコボーイ系                                                 | テスコボーイ系                                                 | [ § 2 ]               |
| 父 サクラバクシンオー 1989 鹿毛 | 父の父サクラユタカオー 1982 栗毛                               | *テスコボーイ Tesco Boy                                        | Princely Gift                                                  | Princely Gift         |
| 父 サクラバクシンオー 1989 鹿毛 | 父の父サクラユタカオー 1982 栗毛                               | *テスコボーイ Tesco Boy                                        | Suncourt                                                       |                       |
| 父 サクラバクシンオー 1989 鹿毛 | 父の父サクラユタカオー 1982 栗毛                               | アンジェリカ                                                   | *ネヴァービート                                                | *ネヴァービート       |
| 父 サクラバクシンオー 1989 鹿毛 | 父の父サクラユタカオー 1982 栗毛                               | アンジェリカ                                                   | スターハイネス                                                 |                       |
| 父 サクラバクシンオー 1989 鹿毛 | 父の母サクラハゴロモ 1984 鹿毛                                 | *ノーザンテースト Northern Taste                               | Northern Dancer                                                | Northern Dancer       |
| 父 サクラバクシンオー 1989 鹿毛 | 父の母サクラハゴロモ 1984 鹿毛                                 | *ノーザンテースト Northern Taste                               | Lady Victoria                                                  |                       |
| 父 サクラバクシンオー 1989 鹿毛 | 父の母サクラハゴロモ 1984 鹿毛                                 | *クリアアンバー Clear Amber                                    | Ambiopoise                                                     | Ambiopoise            |
| 父 サクラバクシンオー 1989 鹿毛 | 父の母サクラハゴロモ 1984 鹿毛                                 | *クリアアンバー Clear Amber                                    | One Clear Call                                                 |                       |
| 母 ジェーントウショウ 1996 鹿毛 | 母の父トウショウフリート 1988 鹿毛                             | トウショウペガサス                                             | *ダンディルート                                                | *ダンディルート       |
| 母 ジェーントウショウ 1996 鹿毛 | 母の父トウショウフリート 1988 鹿毛                             | トウショウペガサス                                             | ソシアルトウショウ                                             |                       |
| 母 ジェーントウショウ 1996 鹿毛 | 母の父トウショウフリート 1988 鹿毛                             | リバーストウショウ                                             | *ニゾン                                                        | *ニゾン               |
| 母 ジェーントウショウ 1996 鹿毛 | 母の父トウショウフリート 1988 鹿毛                             | リバーストウショウ                                             | ガールトウショウ                                               |                       |
| 母 ジェーントウショウ 1996 鹿毛 | 母の母コーニストウショウ 1977 栗毛                             | *ダンディルート Dandy Lute                                     | Luthier                                                        | Luthier               |
| 母 ジェーントウショウ 1996 鹿毛 | 母の母コーニストウショウ 1977 栗毛                             | *ダンディルート Dandy Lute                                     | Dentrelic                                                      |                       |
| 母 ジェーントウショウ 1996 鹿毛 | 母の母コーニストウショウ 1977 栗毛                             | ローズトウショウ                                               | *テューダーペリオット                                          | *テューダーペリオット |
| 母 ジェーントウショウ 1996 鹿毛 | 母の母コーニストウショウ 1977 栗毛                             | ローズトウショウ                                               | ワカシラオキ                                                   |                       |
| 母系(F-No.)                     | シラオキ系(FN:3-l)                                             | シラオキ系(FN:3-l)                                             | シラオキ系(FN:3-l)                                             | [ § 3 ]               |
| 5代内の近親交配                 | ダンディルート 3・4（母内）、ソシアルバターフライ 5・5（母内） | ダンディルート 3・4（母内）、ソシアルバターフライ 5・5（母内） | ダンディルート 3・4（母内）、ソシアルバターフライ 5・5（母内） | [ § 4 ]               |
| 出典                            | 1. 2. 3. 4.                                                    | 1. 2. 3. 4.                                                    | 1. 2. 3. 4.                                                    | 1. 2. 3. 4.           |

伯母に桜花賞馬シスタートウショウ、伯父に北九州記念の勝ち馬トウショウオリオンがおり、その他の近親にダービー馬ウオッカなどがいる。